# Fusigonalia optata
Fusigonalia optata är en insektsart som beskrevs av Young 1977. Fusigonalia optata ingår i släktet Fusigonalia och familjen dvärgstritar. Inga underarter finns listade i Catalogue of Life.